# Mandevilla splendens
Mandevilla splendens är en oleanderväxtart som först beskrevs av Joseph Dalton Hooker, och fick sitt nu gällande namn av Robert Everard Woodson. Mandevilla splendens ingår i släktet Mandevilla och familjen oleanderväxter. Inga underarter finns listade i Catalogue of Life.